# Adolf Ebert

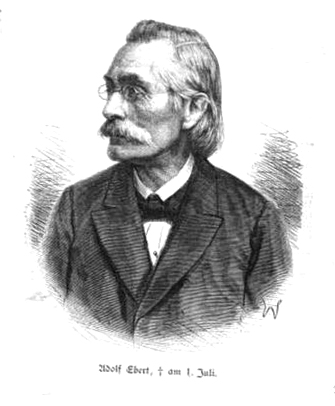
Adolf Ebert

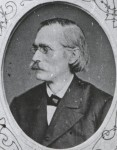

Georg Karl Wilhelm Adolf Ebert (* 1. Juni 1820 in Kassel; † 1. Juli 1890 in Leipzig) war deutscher Literaturhistoriker und Romanist.

## Leben
Ebert studierte 1840–43 in Marburg, Leipzig, Göttingen und Berlin, wurde dann Professor an der Universität zu Marburg und 1863 auf den neu gegründeten Lehrstuhl der romanischen Sprachwissenschaft zu Leipzig berufen.
Mit Ferdinand Wolf gab er das Jahrbuch für romanische und englische Sprache und Literatur, begr. im Verein mit Ferdinand Wolf von Adolf Ebert (Berlin, später Leipzig 1859–63, 5 Bde.; fortgesetzt von Ludwig Lemcke bis 1876) heraus, worin von ihm unter anderem erschienen: Die englischen Mysterien (Bd. 1) und Die ältesten italienischen Mysterien (Bd. 5).
Er war seit 1867 ordentliches Mitglied der Sächsischen Akademie der Wissenschaften zu Leipzig und beteiligte sich 1878 an der Gründung des Akademisch-Neuphilologischen Vereins Leipzig (seit 1924 Burschenschaft Plessavia).

## Werke
- Quellenforschungen aus der Geschichte Spaniens. Appel, Kassel 1849. (Digitalisat)
- Handbuch der italienischen National-Literatur, historisch geordnete Anthologie der Poesie und Prosa von der ältesten bis auf die neueste Zeit; nebst einem Abriss der Literatur-Geschichte. Elwert, Marburg 1854. (Digitalisat)
- Entwicklungs-Geschichte der französischen Tragödie vornehmlich im XVI. Jahrhundert. Perthes, Gotha 1856. (Digitalisat) (Nachdruck: Genève: Slatkine, 1970.)
- Tertullians Verhältnis zu Minucius Felix. Darin enthalten: Nebst einem Anhang Über Commodian's Carmen apologeticum. Hirzel, Leipzig 1868. (Digitalisat)
- Allgemeine Geschichte der Literatur des Mittelalters im Abendlande. Vogel, Leipzig 1874–80. (Digitalisat Band 1), (Band 2), (Band 3)  Bd. 1 u. 2. Nachdruck Graz (Austria): Akademische Druck- u. Verl.-Anst, o. J.
- De syntaxi Frontoniana. Junge, Erlangen 1880.